# NGC 972
NGC 972 је спирална галаксија у сазвежђу Ован која се налази на NGC листи објеката дубоког неба.
Деклинација објекта је + 29° 18' 37" а ректасцензија 2h 34m 13,3s. Привидна величина (магнитуда) објекта NGC 972 износи 11,3 а фотографска магнитуда 12,1. Налази се на удаљености од 18,915 милиона парсека од Сунца. NGC 972 је још познат и под ознакама UGC 2045, MCG 5-7-10, CGCG 505-12, KUG 0231+290, IRAS 02312+2905, PGC 9788.